# Myaptex vexillaria
Myaptex vexillaria är en tvåvingeart som beskrevs av Artigas 1970. Myaptex vexillaria ingår i släktet Myaptex och familjen rovflugor. Inga underarter finns listade i Catalogue of Life.